# Barichneumon albicaudatus
Barichneumon albicaudatus là một loài tò vò trong họ Ichneumonidae.